# Horsford, Norfolk
Horsford är en ort och civil parish i Storbritannien.   Den ligger i grevskapet Norfolk och riksdelen England, i den sydöstra delen av landet, 160 km nordost om huvudstaden London. Horsford ligger 33 meter över havet och antalet invånare är 3 688.
Terrängen runt Horsford är platt, och sluttar österut. Runt Horsford är det mycket tätbefolkat, med 2 431 invånare per kvadratkilometer. Närmaste större samhälle är Norwich, 9,1 km söder om Horsford. Trakten runt Horsford består till största delen av jordbruksmark.